# Castillo de las Escobetas
El castillo de las Escobetas o castillo del Nazareno se encuentra en el municipio de Garrucha, provincia de Almería (Andalucía, España).

## Historia
El pueblo marinero de Garrucha sufrió la piratería berberisca hasta que en el año 1766 se construyó una barraca-cuartel en las Escobetas, una edificación militar provisional que costó 13.970 reales.
Tras esta barraca-cuartel, en el año 1769, se construyó el Castillo Jesús Nazareno, con un coste de 181.000 reales.
Este castillo fue construido en el siglo XVIII asumiendo su construcción Rafael de Mora y Saavedra a quien se le otorgó dos compañías de caballería una para él y otra para su hijo.
Está catalogado como Bien de Interés Cultural, con la categoría de Monumento.

## Descripción

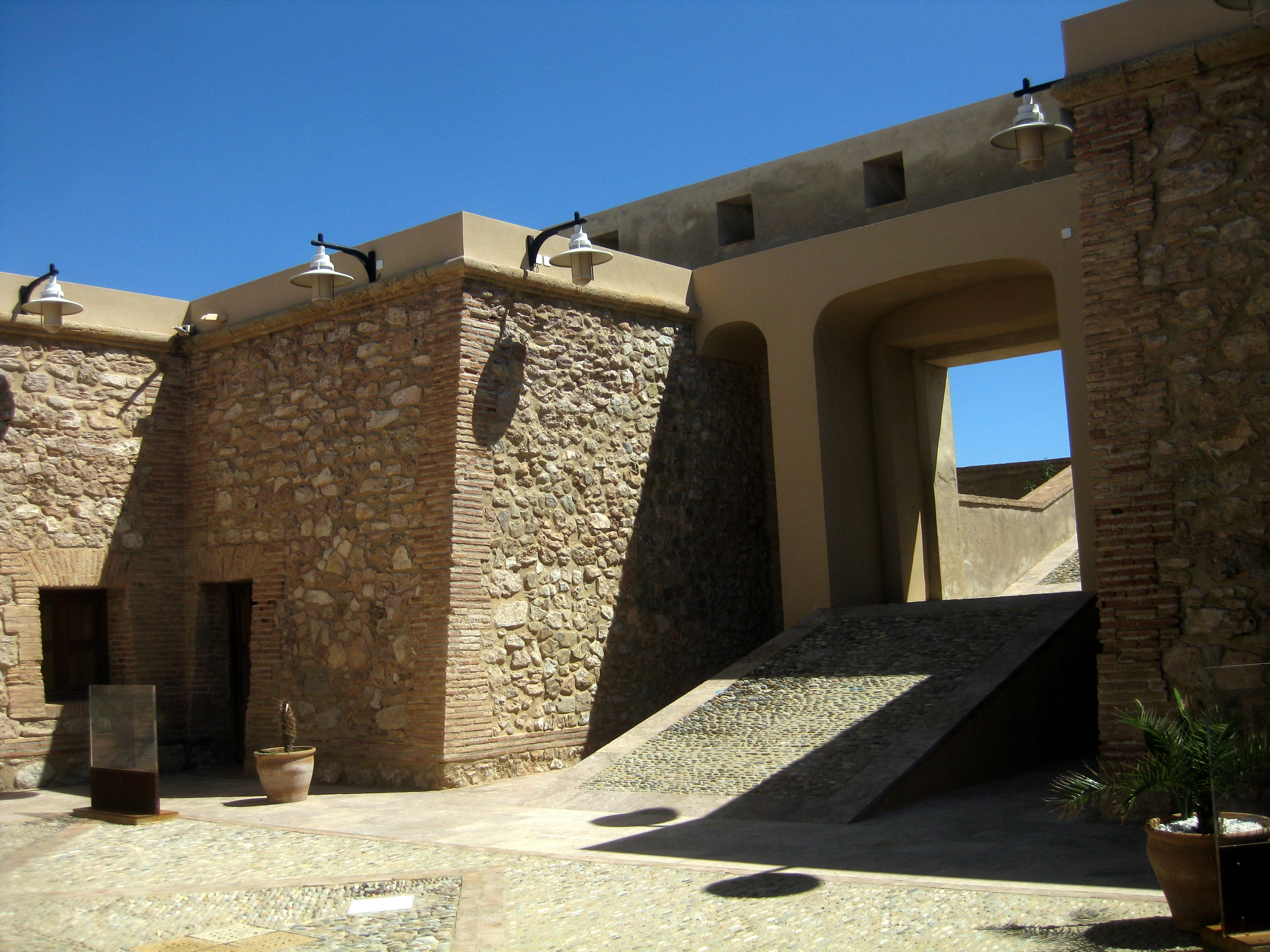
Interior del castillo.

La fortaleza fue obra del arquitecto Francisco Ruiz Garrido, y tras su construcción y por la seguridad que proporcionaba, Garrucha comenzó a crecer.
Construido en mampostería, consta de tres cuerpos. La parte central es rectangular, con los lados más cortos redondeados en los que se abren una puerta también rectangular. Adosado al lateral derecho va un cuerpo en forma de pirámide truncada con muros en talud. Presenta en su parte superior un pretil horadado con saeteras.
El cuerpo adosado al lado izquierdo es de menor altura, sin vanos y sin saeteras.
Se accede por unas escaleras exteriores y de un solo tramo que se adosa en el lateral derecho.